# Terrestricytheroidea
Terrestricytheroidea is een superfamilie van kreeftachtigen uit de klasse van de Ostracoda (mosselkreeftjes).

## Familie
- Terrestricytheridae Schornikov, 1969